# Хабчик, Уолтер
Уо́лтер Ха́бчик (англ. Walter Hubchick; род. Grandview) — американский кёрлингист.
В составе мужской сборной США участник и бронзовый призёр чемпионата мира 1963. Чемпион США среди мужчин.
Играл на позиции первого.

## Достижения
- Чемпионат мира по кёрлингу среди мужчин: бронза (1963).
- Чемпионат США по кёрлингу среди мужчин: золото (1963).

## Команды
| Сезон   | Четвёртый   | Третий        | Второй      | Первый        | Турниры             |
| ------- | ----------- | ------------- | ----------- | ------------- | ------------------- |
| 1962—63 | Майк Слизюк | Нельсон Браун | Эрни Слизюк | Уолтер Хабчик | ЧСША 1963 · ЧМ 1963 |

(скипы выделены полужирным шрифтом)